# Daniela Anselmo
Daniela Anselmo (Buenos Aires, Argentina, 1993) es una escritora argentina.

## Carrera
Estudió Licenciatura en Artes de la Escritura y Tecnicatura en Dirección de Cine. En 2016, comenzó a publicar sus relatos en redes sociales. Se especializa en los géneros terror y suspenso. Ha publicado dos libros: Breves relatos sobre hechos no ocurridos (2017, Autores de Argentina) y La sangre que heredamos (2024, Editorial El Ateneo).

## Influencias
Entre sus principales influencias literarias se encuentran escritores argentinos como Jorge Luis Borges, Mariana Enríquez, Agustina Bazterrica, Samanta Schweblin; así como autores internacionales como Stephen King, Edgar Allan Poe y Shirley Jackson.

## Libros
- 2017: Breves relatos sobre hechos no ocurridos
- 2024: La sangre que heredamos